# Grand Prix Formule 1 van Japan 2024
De Grand Prix Formule 1 van Japan 2024 werd verreden op 7 april op het Suzuka International Racing Course in Suzuka. Het was de vierde race van het seizoen.

## Vrije trainingen
De wisselende weersomstandigheden (lichte regenbuien) tijdens vrije training 2 zorgden ervoor dat slechts negen coureurs er voor kozen om een tijd neer te zetten. 

### Uitslagen
- Enkel de top vijf wordt weergegeven.

| Vrije training 1 | Pos. | Nr. | Coureur          | Constructeur               | Tijd     |
| ---------------- | ---- | --- | ---------------- | -------------------------- | -------- |
| Vrije training 1 | 1    | 1   | Max Verstappen   | Red Bull Racing-Honda RBPT | 1:30.056 |
| Vrije training 1 | 2    | 11  | Sergio Pérez     | Red Bull Racing-Honda RBPT | 1:30.237 |
| Vrije training 1 | 3    | 55  | Carlos Sainz jr. | Ferrari                    | 1:30.269 |
| Vrije training 1 | 4    | 63  | George Russell   | Mercedes                   | 1:30.530 |
| Vrije training 1 | 5    | 44  | Lewis Hamilton   | Mercedes                   | 1:30.543 |
| Vrije training 2 | Pos. | Nr. | Coureur          | Constructeur               | Tijd     |
| Vrije training 2 | 1    | 81  | Oscar Piastri    | McLaren-Mercedes           | 1:34.725 |
| Vrije training 2 | 2    | 44  | Lewis Hamilton   | Mercedes                   | 1:35.226 |
| Vrije training 2 | 3    | 16  | Charles Leclerc  | Ferrari                    | 1:38.760 |
| Vrije training 2 | 4    | 22  | Yuki Tsunoda     | RB-Honda RBPT              | 1:40.946 |
| Vrije training 2 | 5    | 3   | Daniel Ricciardo | RB-Honda RBPT              | 1:41.913 |
| Vrije training 3 | Pos. | Nr. | Coureur          | Constructeur               | Tijd     |
| Vrije training 3 | 1    | 1   | Max Verstappen   | Red Bull Racing-Honda RBPT | 1:29.563 |
| Vrije training 3 | 2    | 11  | Sergio Pérez     | Red Bull Racing-Honda RBPT | 1:29.832 |
| Vrije training 3 | 3    | 63  | George Russell   | Mercedes                   | 1:29.918 |
| Vrije training 3 | 4    | 44  | Lewis Hamilton   | Mercedes                   | 1:30.037 |
| Vrije training 3 | 5    | 14  | Fernando Alonso  | Aston Martin-Mercedes      | 1:30.082 |

Testcoureur in vrije training 1:
  Ayumu Iwasa (RB-Honda RBPT) reed in plaats van Daniel Ricciardo. Hij reed een tijd van 1:32.103 en werd daarmee zestiende.

## Kwalificatie
Max Verstappen behaalde de zesendertigste pole position in zijn carrière.
| Pos.                   | Nr. | Coureur          | Constructeur               | Kwalificatietijden | Kwalificatietijden | Kwalificatietijden | Grid |
| Pos.                   | Nr. | Coureur          | Constructeur               | Q1                 | Q2                 | Q3                 | Grid |
| ---------------------- | --- | ---------------- | -------------------------- | ------------------ | ------------------ | ------------------ | ---- |
| 1                      | 1   | Max Verstappen   | Red Bull Racing-Honda RBPT | 1:28.866           | 1:28.740           | 1:28.197           | 1    |
| 2                      | 11  | Sergio Pérez     | Red Bull Racing-Honda RBPT | 1:29.303           | 1:28.752           | 1:28.263           | 2    |
| 3                      | 4   | Lando Norris     | McLaren-Mercedes           | 1:29.536           | 1:28.940           | 1:28.489           | 3    |
| 4                      | 55  | Carlos Sainz jr. | Ferrari                    | 1:29.513           | 1:29.099           | 1:28.682           | 4    |
| 5                      | 14  | Fernando Alonso  | Aston Martin-Mercedes      | 1:29.254           | 1:29.082           | 1:28.686           | 5    |
| 6                      | 81  | Oscar Piastri    | McLaren-Mercedes           | 1:29.425           | 1:29.148           | 1:28.760           | 6    |
| 7                      | 44  | Lewis Hamilton   | Mercedes                   | 1:29.661           | 1:28.887           | 1:28.766           | 7    |
| 8                      | 16  | Charles Leclerc  | Ferrari                    | 1:29.338           | 1:29.196           | 1:28.786           | 8    |
| 9                      | 63  | George Russell   | Mercedes                   | 1:29.799           | 1:29.140           | 1:29.008           | 9    |
| 10                     | 22  | Yuki Tsunoda     | RB-Honda RBPT              | 1:29.775           | 1:29.417           | 1:29.413           | 10   |
| 11                     | 3   | Daniel Ricciardo | RB-Honda RBPT              | 1:29.727           | 1:29.472           |                    | 11   |
| 12                     | 27  | Nico Hülkenberg  | Haas-Ferrari               | 1:29.821           | 1:29.494           |                    | 12   |
| 13                     | 77  | Valtteri Bottas  | Kick Sauber-Ferrari        | 1:29.602           | 1:29.593           |                    | 13   |
| 14                     | 23  | Alexander Albon  | Williams-Mercedes          | 1:29.963           | 1:29.714           |                    | 14   |
| 15                     | 31  | Esteban Ocon     | Alpine-Renault             | 1:29.811           | 1:29.816           |                    | 15   |
| 16                     | 18  | Lance Stroll     | Aston Martin-Mercedes      | 1:30.024           |                    |                    | 16   |
| 17                     | 10  | Pierre Gasly     | Alpine-Renault             | 1:30.119           |                    |                    | 17   |
| 18                     | 20  | Kevin Magnussen  | Haas-Ferrari               | 1:30.131           |                    |                    | 18   |
| 19                     | 2   | Logan Sargeant   | Williams-Mercedes          | 1:30.139           |                    |                    | 19   |
| 20                     | 24  | Zhou Guanyu      | Kick Sauber-Ferrari        | 1:30.143           |                    |                    | 20   |
| Q1 107% tijd: 1:35.086 |     |                  |                            |                    |                    |                    |      |

## Wedstrijd
Max Verstappen behaalde de zevenenvijftigste Grand Prix-overwinning in zijn carrière.
| Pos.               | Nr. | Coureur          | Constructeur               | Rondes | Tijd / Oorzaak Uitval | Grid | Punten |
| ------------------ | --- | ---------------- | -------------------------- | ------ | --------------------- | ---- | ------ |
| 1                  | 1   | Max Verstappen   | Red Bull Racing-Honda RBPT | 53     | 1:54:23.566           | 1    | 26S    |
| 2                  | 11  | Sergio Pérez     | Red Bull Racing-Honda RBPT | 53     | +12.535               | 2    | 18     |
| 3                  | 55  | Carlos Sainz jr. | Ferrari                    | 53     | +20.866               | 4    | 15     |
| 4                  | 16  | Charles Leclerc  | Ferrari                    | 53     | +26.522               | 8    | 12     |
| 5                  | 4   | Lando Norris     | McLaren-Mercedes           | 53     | +29.700               | 3    | 10     |
| 6                  | 14  | Fernando Alonso  | Aston Martin-Mercedes      | 53     | +44.272               | 5    | 8      |
| 7                  | 63  | George Russell   | Mercedes                   | 53     | +45.951               | 9    | 6      |
| 8                  | 81  | Oscar Piastri    | McLaren-Mercedes           | 53     | +47.525               | 6    | 4      |
| 9                  | 44  | Lewis Hamilton   | Mercedes                   | 53     | +48.626               | 7    | 2      |
| 10                 | 22  | Yuki Tsunoda     | RB-Honda RBPT              | 52     | +1 ronde              | 10   | 1      |
| 11                 | 27  | Nico Hülkenberg  | Haas-Ferrari               | 52     | +1 ronde              | 12   |        |
| 12                 | 18  | Lance Stroll     | Aston Martin-Mercedes      | 52     | +1 ronde              | 16   |        |
| 13                 | 20  | Kevin Magnussen  | Haas-Ferrari               | 52     | +1 ronde              | 18   |        |
| 14                 | 77  | Valtteri Bottas  | Kick Sauber-Ferrari        | 52     | +1 ronde              | 13   |        |
| 15                 | 31  | Esteban Ocon     | Alpine-Renault             | 52     | +1 ronde              | 15   |        |
| 16                 | 10  | Pierre Gasly     | Alpine-Renault             | 52     | +1 ronde              | 17   |        |
| 17                 | 2   | Logan Sargeant   | Williams-Mercedes          | 52     | +1 ronde              | 19   |        |
| DNF                | 24  | Zhou Guanyu      | Kick Sauber-Ferrari        | 12     | versnellingsbak       | 20   |        |
| DNF                | 3   | Daniel Ricciardo | RB-Honda RBPT              | 0      | ongeluk               | 11   |        |
| DNF                | 23  | Alexander Albon  | Williams-Mercedes          | 0      | ongeluk               | 14   |        |
| Bron: formula1.com |     |                  |                            |        |                       |      |        |

S Max Verstappen reed voor de tweeëndertigste keer in zijn carrière een snelste ronde en behaalde hiermee een extra punt.

## Tussenstanden wereldkampioenschap
Betreft tussenstanden voor het wereldkampioenschap na afloop van de race.

### Coureurs
| Pos. | Nr. | Coureur          | Constructeur               | Punten |
| ---- | --- | ---------------- | -------------------------- | ------ |
| 1    | 1   | Max Verstappen   | Red Bull Racing-Honda RBPT | 77     |
| 2    | 11  | Sergio Pérez     | Red Bull Racing-Honda RBPT | 64     |
| 3    | 16  | Charles Leclerc  | Ferrari                    | 59     |
| 4    | 55  | Carlos Sainz jr. | Ferrari                    | 55     |
| 5    | 4   | Lando Norris     | McLaren-Mercedes           | 37     |
| 6    | 81  | Oscar Piastri    | McLaren-Mercedes           | 32     |
| 7    | 63  | George Russell   | Mercedes                   | 24     |
| 8    | 14  | Fernando Alonso  | Aston Martin-Mercedes      | 24     |
| 9    | 44  | Lewis Hamilton   | Mercedes                   | 10     |
| 10   | 18  | Lance Stroll     | Aston Martin-Mercedes      | 9      |
| 11   | 22  | Yuki Tsunoda     | RB-Honda RBPT              | 7      |
| 12   | 38  | Oliver Bearman   | Ferrari                    | 6      |
| 13   | 27  | Nico Hülkenberg  | Haas-Ferrari               | 3      |
| 14   | 20  | Kevin Magnussen  | Haas-Ferrari               | 1      |
| 15   | 23  | Alexander Albon  | Williams-Mercedes          | 0      |
| 16   | 24  | Zhou Guanyu      | Kick Sauber-Ferrari        | 0      |
| 17   | 3   | Daniel Ricciardo | RB-Honda RBPT              | 0      |
| 18   | 31  | Esteban Ocon     | Alpine-Renault             | 0      |
| 19   | 10  | Pierre Gasly     | Alpine-Renault             | 0      |
| 20   | 77  | Valtteri Bottas  | Kick Sauber-Ferrari        | 0      |
| 21   | 2   | Logan Sargeant   | Williams-Mercedes          | 0      |

### Constructeurs
| Pos. | Constructeur               | Punten |
| ---- | -------------------------- | ------ |
| 1    | Red Bull Racing-Honda RBPT | 141    |
| 2    | Ferrari                    | 120    |
| 3    | McLaren-Mercedes           | 69     |
| 4    | Mercedes                   | 34     |
| 5    | Aston Martin-Mercedes      | 33     |
| 6    | RB-Honda RBPT              | 7      |
| 7    | Haas-Ferrari               | 4      |
| 8    | Williams-Mercedes          | 0      |
| 9    | Kick Sauber-Ferrari        | 0      |
| 10   | Alpine-Renault             | 0      |